# Randy Gardner
Randy Gardner (Los Angeles, 2 dicembre 1958) è un ex pattinatore artistico su ghiaccio statunitense, specializzato nel pattinaggio artistico su ghiaccio a coppie.

## Palmarès
Con Tai Babilonia
| Evento                            | 1973–74 | 1974–75 | 1975–76 | 1976–77 | 1977–78 | 1978–79 | 1979–80 |
| --------------------------------- | ------- | ------- | ------- | ------- | ------- | ------- | ------- |
| Giochi olimpici invernali         |         |         | 5°      |         |         |         | R       |
| Campionati mondiali               | 10°     | 10°     | 5°      | 3°      | 3°      | 1°      |         |
| Campionati nazionali statunitensi | 2°      | 2°      | 1°      | 1°      | 1°      | 1°      | 1°      |
| Nebelhorn Trophy                  | 1°      |         |         |         |         |         |         |
| Coupe des Alpes                   | 3°      |         |         |         |         |         |         |
| R = Ritirati                      |         |         |         |         |         |         |         |